# Reptilian
Reptilian är det femte studioalbumet av det norska black/extreme metal-bandet Keep of Kalessin. Albumet gavs ut 10 maj 2010 av Indie Recordings i Nordeuropa och ges ut av Nuclear Blast 8 juni i övriga Europa och Nordamerika. Albumet placerade sig på andra plats på norska albumlistan.
Albumet spelades in i november och december 2009 i Morningstar Studio i Trondheim, Norge och är producerat av Keep of Kalessins grundare, låtskrivare och gitarrist, Obsidian C. tillsammans med Daniel Bergstrand. Detta är tredje albumet, efter Armada och Kolossus, med nuvarande bandupsättning.
Låten "The Dragontower", i en något kortare version än på albumet, deltog i norska Norsk Melodi Grand Prix 2010, där Keep of Kalessin kom på tredje plats i finalen i Oslo.

## Låtlista
1. "Dragon Iconography" – 7:30
2. "The Awakening" – 8:19
3. "Judgement" – 5:10
4. "The Dragontower" – 4:43
5. "Leaving the Mortal Flesh" – 4:25
6. "Dark as Moonless Night" – 5:50
7. "The Divine Land" – 6:47
8. "Reptilian Majesty" – 14:13

## Medverkande
Keep of Kalessin
- Obsidian C. (Arnt Grønbech) – gitarr, keyboard
- Thebon (Torbjørn Schei) – sång
- Wizziac (Robin Isaksen) – basgitarr
- Vyl (Vegar Larsen) – trummor

Övriga medverkande
- The Dragonchoir – kör, bakgrundssång
- Daniel Bergstrand – producent
- Mantus (Marcelo Henrique Vasco) – albumdesign
- Stein-Rune Kjuul – foto
- Christian Falch – producent DVD